# Raquel Sanz Lobo
Raquel Sanz Lobo (1984) és una periodista i política espanyola del Partit Popular (PP).
Es va llicenciar en Periodisme per la Universitat Complutense de Madrid (UCM). Va treballar per Canal+ i Telemadrid. Va encapçalar la candidatura del Partit Popular per a les eleccions municipals de 2015 a Sepúlveda, on va ser derrotada per la candidatura del Partit Socialista Obrer Espanyol (PSOE) encapçalada per Ramón López. També va concórrer a les eleccions a les Corts de Castella i Lleó de 2015, en el lloc 5 de la circumscripció de Segòvia, sense resultar escollida. Va ser portaveu del Grup Municipal Popular a l'Ajuntament de Sepúlveda. A més de treballar com a dir-com de la Junta de Castella i Lleó, i va estar vinculada a la Conselleria de Presidència de José Antonio de Santiago-Juárez.
Es va casar l'octubre de 2014 am el torero Víctor Barrio (1987-2016). Malgrat que son espòs va morir torejant, roman una activa propagandista de la tauromàquia.
El febrer de 2019, va esdevenir nova procuradora a les Corts de Castella i Lleó, després de l'anunci de la renúncia de Silvia Clemente Municio, presidenta del parlament regional, que va dimitir entre dures crítiques al president del PP regional Alfonso Fernández Mañueco. Va prendre possessió com a diputada el 12 de març.